# Pachypanchax sakaramyi
Pachypanchax sakaramyi là một loài cá thuộc họ Aplocheilidae. Nó là loài đặc hữu của Madagascar. Các môi trường sống tự nhiên của chúng là sông và hồ nước ngọt. Nó bị đe dọa do mất môi trường sống.